# Ukerewe

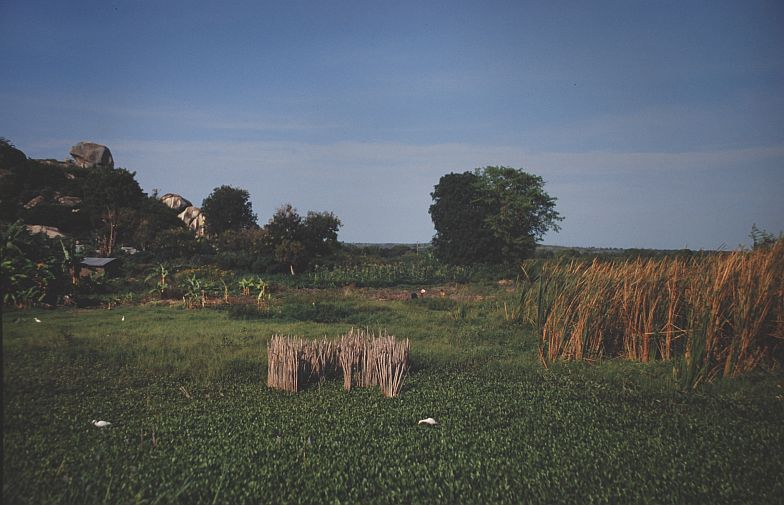
Pejzaż wyspy

Ukerewe – największa wyspa na Jeziorze Wiktorii i zarazem największa z wysp śródlądowych w Afryce, o powierzchni ok. 530 km². Jest zamieszkana przez około 150 000 osób. Jest najliczniej zamieszkaną wyspą na jeziorze na świecie.
Leży ok. 45 km na północ od Mwanzy. Wraz z kilkunastoma pobliskimi mniejszymi wyspami tworzy dystrykt Ukerewe wchodzący w skład regionu Mwanza. Wyspa ma połączenia promowe z Mwanzą oraz ze wschodnim brzegiem jeziora (krótsze, długości 3,8 km, prowadzi do drogi gruntowej, którą można dojechać do miejscowości Kibara i Musoma).
Linia brzegowa wyspy silnie rozwinięta, z licznymi zatokami. Największa miejscowość na wyspie to Nansio.
Wyspa znana jest także z bardzo wysokiego (prawdopodobnie najwyższego na świecie) odsetka ludzi dotkniętych albinizmem, którzy z powodu miejscowych wierzeń często stają się ofiarami przemocy, w tym zabójstw.